# Panopiliops
Genre
Synonymes
- Panoplia Roewer, 1949 nec Hübner, 1916

Panopiliops est un genre d'opilions laniatores de la famille des Zalmoxidae.

## Distribution
Les espèces de ce genre sont endémiques du Costa Rica.

## Liste des espèces
Selon World Catalogue of Opiliones (19/10/2021) :
- Panopiliops inops Goodnight & Goodnight, 1983
- Panopiliops reimoseri (Roewer, 1949)

## Systématique et taxinomie
Le nom Panoplia Roewer, 1949 étant préoccupé par Panoplia Hübner, 1916, il est renommé Panopiliops par Roewer en 1949.

## Publication originale
- Roewer, 1949 : « Einige neue Gattungen der Phalangodidae (Opiliones). » Veröffentlichungen aus dem Überseemuseum Bremen, vol. 1, p. 143–144.
- Roewer, 1949 : « Über Phalangodiden I. (Subfam. Phalangodinae, Tricommatinae, Samoinae.) Weitere Weberknechte XIII. » Senckenbergiana, vol. 30, p. 11–61.